# Liste der Kulturdenkmale in Cossebaude
Die Liste der Kulturdenkmale in Cossebaude umfasst sämtliche Kulturdenkmale der Dresdner Gemarkung  Cossebaude mit Neu-Leuteritz. Die Anmerkungen sind zu beachten.
Diese Liste ist eine Teilliste der Liste der Kulturdenkmale in Dresden. 

Diese Liste ist eine Teilliste der Liste der Kulturdenkmale in Sachsen.

## Legende
- Bild: Bild des Kulturdenkmals, ggf. zusätzlich mit einem Link zu weiteren Fotos des Kulturdenkmals im Medienarchiv Wikimedia Commons. Wenn man auf das Kamerasymbol klickt, können Fotos zu Kulturdenkmalen aus dieser Liste hochgeladen werden:
- Bezeichnung: Denkmalgeschützte Objekte und ggf. Bauwerksname des Kulturdenkmals
- Lage: Straßenname und Hausnummer oder Flurstücknummer des Kulturdenkmals. Die Grundsortierung der Liste erfolgt nach dieser Adresse. Der Link (Karte) führt zu verschiedenen Kartendiensten mit der Position des Kulturdenkmals. Fehlt dieser Link, wurden die Koordinaten noch nicht eingetragen. Sind diese bekannt, können sie über ein Tool mit einer Kartenansicht einfach nachgetragen werden. In dieser Kartenansicht sind Kulturdenkmale ohne Koordinaten mit einem roten bzw. orangen Marker dargestellt und können durch Verschieben auf die richtige Position in der Karte mit Koordinaten versehen werden. Kulturdenkmale ohne Bild sind an einem blauen bzw. roten Marker erkennbar.
- Datierung: Baubeginn, Fertigstellung, Datum der Erstnennung oder grobe zeitliche Einordnung entsprechend des Eintrags in der sächsischen Denkmaldatenbank
- Beschreibung: Kurzcharakteristik des Kulturdenkmals entsprechend des Eintrags in der sächsischen Denkmaldatenbank, ggf. ergänzt durch die dort nur selten veröffentlichten Erfassungstexte oder zusätzliche Informationen
- ID: Vom Landesamt für Denkmalpflege Sachsen vergebene, das Kulturdenkmal eindeutig identifizierende Objekt-Nummer. Der Link führt zum PDF-Denkmaldokument des Landesamtes für Denkmalpflege Sachsen. Bei ehemaligen Kulturdenkmalen können die Objektnummern unbekannt sein und deshalb fehlen bzw. die Links von aus der Datenbank entfernten Objektnummern ins Leere führen. Ein ggf. vorhandenes Icon  führt zu den Angaben des Kulturdenkmals bei Wikidata.

## Cossebaude
| Bild                                    | Bezeichnung | Lage                                                          | Datierung | Beschreibung | ID       |
| --------------------------------------- | --- | ------------------------------------------------------------- | --- | --- | -------- |
|                                         | Villa mit Einfriedung | Albertplatz 1 (Karte)                                         | um 1900 (Villa) | repräsentative Anlage im Jugendstil, Zierfachwerk, platzbildprägend und von baugeschichtlicher Bedeutung | 09275144 |
|                                         | Gasthof Osterberg | Am Osterberg 12 (Karte)                                       | um 1880 (Gasthof) | Gasthof (ehem.) mit elbseitiger Terrasse, Heizhaus und einstigem Bierausschank; markanter weithin sichtbarer Bau mit seitlichem Turm, im Stil der Burgenromantik errichtet, innen beeindruckender Saal, baugeschichtlich und stadtgeschichtlich bedeutend. | 09275142 |
|                                         | Mietvilla | August-Bebel-Straße 2 (Karte)                                 | Ende 19. Jh. (Mietvilla) | schlichter, historisierender Putzbau auf Natursteinsockel, im gründerzeitlichen Erweiterungsgebiet und damit die allmähliche Verstädterung von Cossebaude dokumentierend, baugeschichtlich und stadtentwicklungsgeschichtlich bedeutend. | 09275012 |
| Weitere Bilder                          | Mietvilla | August-Bebel-Straße 8 (Karte)                                 | 1895/1900 (Villa) | historisierendes Gebäude mit Klinkerfassade auf Natursteinsockel, im gründerzeitlichen Erweiterungsgebiet und damit die allmähliche Verstädterung von Cossebaude dokumentierend, baugeschichtlich und stadtentwicklungsgeschichtlich bedeutend. | 09275063 |
| Weitere Bilder                          | Mietvilla mit Einfriedung | August-Bebel-Straße 10 (Karte)                                | 1895/1900 (Villa) | schlichtes, historisierendes Gebäude, Erdgeschoss verputzt, Obergeschoss mit Klinkerfassade, im gründerzeitlichen Erweiterungsgebiet und damit die allmähliche Verstädterung von Cossebaude dokumentierend, baugeschichtlich und stadtentwicklungsgeschichtlich bedeutend. | 09275060 |
| Weitere Bilder                          | Mietvilla mit Nebengebäude und Einfriedung | August-Bebel-Straße 17 (Karte)                                | 1895/1900 (Mietvilla) | schlichter, historisierender Putzbau, im gründerzeitlichen Erweiterungsgebiet und damit die allmähliche Verstädterung von Cossebaude dokumentierend, baugeschichtlich und stadtentwicklungsgeschichtlich bedeutend. | 09275053 |
|                                         | Mietvilla mit Nebengebäude und Einfriedung | August-Bebel-Straße 18 (Karte)                                | 1895-1900 (Mietvilla) | schlichter, historisierender Putzbau auf Natursteinsockel, im gründerzeitlichen Erweiterungsgebiet und damit die allmähliche Verstädterung von Cossebaude dokumentierend, baugeschichtlich und stadtentwicklungsgeschichtlich bedeutend. | 09275055 |
|                                         | Mietvilla mit Nebengebäude und Einfriedung | Bahnhofstraße 3 (Karte)                                       | Ende 19. Jh. (Villa) | Klinkerbau auf Natursteinsockel mit historisierenden Elementen, im gründerzeitlichen Erweiterungsgebiet und damit die allmähliche Verstädterung von Cossebaude dokumentierend, baugeschichtlich und stadtentwicklungsgeschichtlich bedeutend. | 09275008 |
| Weitere Bilder                          | Schule Cossebaude | Bahnhofstraße 5 (Karte)                                       | bezeichnet 1893 (Schule), um 1950 (Sitzstatue), 1920er Jahre (Brunnen)                                                                                         | Schulgebäude, Turnhalle, Plastik, Brunnen im Hof; Plastik Figur des Aschenputtels, beide Gebäude mit historisierender Putzfassade, Schule mit repräsentativer Schauseite, baugeschichtlich und ortsgeschichtlich bedeutsamer Komplex. | 09275009 |
| Weitere Bilder                          | Bahnhof Cossebaude | Bahnhofstraße 8 (Karte)                                       | um 1880 (Empfangsgebäude) | Empfangsgebäude des Bahnhofes und Nebengebäude; markanter historisierender Bau aus leicht erhöhten Seitenflügeln und niedrigerem Verbindungstrakt, Teil der Bahnlinie nach Berlin, baugeschichtlich und verkehrsgeschichtlich bedeutend. | 09275230 |
| Weitere Bilder                          | Elektrizitätswerk (ehem.) | Bahnhofstraße 15 (Karte)                                      | 1899-1900 (Fabrikgebäude) | Fabrikgebäude; markanter, historisierender Klinkerbau, der letzte ältere Industriebau von Cossebaude, baugeschichtlich und ortsgeschichtlich bedeutend. | 09275557 |
|                                         | Mietvilla | Bergstraße 3 (Karte)                                          | 1890er Jahre (Mietvilla) | historisierendes Gebäude mit Türmchen und Klinkerfassade, baugeschichtlich von Bedeutung | 09275223 |
|                                         | Villa | Bergstraße 4 (Karte)                                          | um 1890 (Villa) | malerischer, späthistoristischer, landhausartiger Fachwerkbau, baugeschichtlich von Bedeutung | 09275221 |
| Weitere Bilder                          | Doppelmietshaus in offener Bebauung mit Einfriedung                                                                                             | Bismarckplatz 1; 2 (Karte)                                    | 1910er Jahre (Doppelmietshaus) | Putzbau mit Reformstilelementen, geprägt von Seitenrisaliten mit verschieferten Giebeln und Erkern, baugeschichtlich von Bedeutung. | 09275062 |
|                                         | Mietvilla in Ecklage mit Nebengebäude und Einfriedung                                                                                           | Bismarckplatz 3 (Karte)                                       | 1895/1900 (Mietvilla) | historisierendes Gebäude mit Klinkerfassade, baugeschichtlich von Bedeutung, platzbildprägend. | 09275049 |
|                                         | Mietvilla mit Einfriedung in Ecklage | Bismarckplatz 4 (Karte)                                       | 1920er Jahre (Mietvilla) | klare und zweckmäßige Gestaltung, schlichte Putzfassade belebt durch Holzklappläden und Weinspalier, baugeschichtlich von Bedeutung. | 09275051 |
|                                         | Mietvilla mit Einfriedung | Bismarckplatz 5 (Karte)                                       | 1920er Jahre (Mietvilla) | typischer Bau der 1920er Jahre, traditionell gestaltet mit Putzfassade, verglasten Balkonen und Walmdach, bemerkenswerter Eingangsbereich mit Erker, baugeschichtlich von Bedeutung. | 09275061 |
| Weitere Bilder                          | Wohnhaus und Seitengebäude eines ehemaligen Bauernhofes mit Hoftor                                                                              | Brauergasse 1 (Karte)                                         | 1. Hälfte 19. Jh. (Bauernhaus) | Gebäude mit Satteldächern und teilweise mit Fachwerk, als Zeugnis ländlicher Architektur und Volksbauweise seiner Zeit baugeschichtlich bedeutend. | 09275013 |
| Weitere Bilder                          | Wohnhaus in offener Bebauung mit Stützmauer | Breitscheidstraße 1 (Karte)                                   | um 1900 (Wohnhaus) | Gebäude mit Putzfassade und historisierenden Elementen, geprägt von Seitenrisaliten mit Schweifgiebeln, baugeschichtlich bedeutend. | 09275202 |
| Weitere Bilder                          | Wohnhaus in offener Bebauung und Stützmauer | Breitscheidstraße 3 (Karte)                                   | 1880er Jahre (Wohnhaus) | typisches, historisierendes Gebäude vom Ende des 19. Jahrhunderts mit Putzfassade, Mansarddach und Holzbalkonen, baugeschichtlich bedeutend. | 09275203 |
| Weitere Bilder                          | Wohnhaus in offener Bebauung | Breitscheidstraße 7 (Karte)                                   | 1870er Jahre (Wohnhaus) | kleines, historisierendes Gebäude der Gründerzeit mit Klinkerfassade und Holzbalkon, baugeschichtlich bedeutend | 09275204 |
| Weitere Bilder                          | Wohnhaus in offener Bebauung | Breitscheidstraße 9 (Karte)                                   | 1880er Jahre (Wohnhaus) | zeittypisches Gebäude der 1880er Jahre mit Klinkerfassade, ausgebautem Satteldach und Erker, baugeschichtlich bedeutend | 09275205 |
| Weitere Bilder                          | Doppelwohnhaus mit Torpfeilern an Nr. 10 | Dresdner Straße 8; 10 (Karte)                                 | bezeichnet 1928 (Doppelwohnhaus) | mit Ladeneinbauten, Beispiel der Reformarchitektur um 1925, zweigeschossiges Wohnhaus mit Mansardgeschoss und schlichter Putzfassade, teilweise belebt durch Holzklappläden, baugeschichtlich bedeutend. | 09275014 |
|                                         | Landhaus Halleur; später Gemeindeamt Cossebaude                                                                                                 | Dresdner Straße 11a (Karte)                                   | nach 1900 (Villa) | Villa; versachlichter Bau der Architektur nach 1900 mit Putzfassade und Natursteinsockel, benannt nach dem Erstbesitzer Dr. med. Halleur, zeitweilig Gemeindeverwaltung, einige Jahre vom Landratsamt genutzt, vor allem ortsgeschichtlich bedeutend. | 09275116 |
| Weitere Bilder                          | Mietshaus in offener Bebauung und in Ecklage | Dresdner Straße 14 (Karte)                                    | Ende 19. Jh. (Mietshaus) | mit Laden, typische, historisierende Klinker-Fassade mit verputztem Erdgeschoss, dominierende Wirkung der verbrochenen Ecke durch markanten turmartigen Aufbau gesteigert, im gründerzeitlichen Erweiterungsgebiet und damit die allmähliche Verstädterung von Cossebaude dokumentierend, baugeschichtlich und stadtentwicklungsgeschichtlich bedeutend. | 09275016 |
| Weitere Bilder                          | Wohnhaus in offener Bebauung und Ecklage mit Nebengebäude                                                                                       | Dresdner Straße 22 (Karte)                                    | 1890er Jahre (Wohnhaus) | straßenbildprägende, historisierende Klinker-Fassade, Ecklage durch markante Giebel und Türmchen betont, im gründerzeitlichen Erweiterungsgebiet und damit die allmähliche Verstädterung von Cossebaude dokumentierend, baugeschichtlich und stadtentwicklungsgeschichtlich bedeutend. | 09275103 |
| Weitere Bilder                          | Wohnhaus in offener Bebauung | Dresdner Straße 24 (Karte)                                    | 1875 (Wohnhaus) | historisierende Putzfassade, geprägt von übergiebeltem Mittelrisalit, im gründerzeitlichen Erweiterungsgebiet und damit die allmähliche Verstädterung von Cossebaude dokumentierend, baugeschichtlich und stadtentwicklungsgeschichtlich bedeutend. | 09275104 |
| Weitere Bilder                          | Wohnhaus in offener Bebauung und Ecklage | Dresdner Straße 26 (Karte)                                    | 2. Viertel 19. Jh. (Wohnhaus) | zeittypisches, kleines Wohnhaus mit Putzfassade, baugeschichtlich bedeutend, Nebengebäude mit Scheune an rückwärtigem Hof | 09275105 |
| Weitere Bilder                          | Mietshaus in offener Bebauung und Ecklage | Dresdner Straße 37 (Karte)                                    | 1890er Jahre (Mietshaus) | mit Laden, zeittypischer, historisierender Bau mit turmartiger Überhöhung zur Betonung der Ecklage, im gründerzeitlichen Erweiterungsgebiet und damit die allmähliche Verstädterung von Cossebaude dokumentierend, baugeschichtlich und stadtentwicklungsgeschichtlich bedeutend. | 09275112 |
| Weitere Bilder                          | Mietshaus in offener Bebauung und Ecklage | Dresdner Straße 39 (Karte)                                    | 1890er Jahre (Mietshaus) | mit Laden, zeittypischer, historisierender Klinker-Bau, markante Giebel und Türmchen zur Betonung der Ecklage, im gründerzeitlichen Erweiterungsgebiet und damit die allmähliche Verstädterung von Cossebaude dokumentierend, baugeschichtlich und stadtentwicklungsgeschichtlich bedeutend. | 09275111 |
| Weitere Bilder                          | Mietshaus in offener Bebauung und Ecklage | Dresdner Straße 40 (Karte)                                    | 1890er Jahre (Mietshaus) | zeittypischer, historisierender Klinkerbau, im gründerzeitlichen Erweiterungsgebiet und damit die allmähliche Verstädterung von Cossebaude dokumentierend, baugeschichtlich und stadtentwicklungsgeschichtlich bedeutend. | 09275109 |
|                                         | Mietshaus in offener Bebauung | Dresdner Straße 41 (Karte)                                    | bezeichnet 1892 (Mietshaus) | zeittypischer, historisierender Bau mit Putzfassade und Mansarddach, repräsentativer Mittelrisalit mit Giebel und Akroterien, im gründerzeitlichen Erweiterungsgebiet und damit die allmähliche Verstädterung von Cossebaude dokumentierend, baugeschichtlich und stadtentwicklungsgeschichtlich bedeutend. | 09275110 |
|                                         | Rote Villa | Dresdner Straße 42 (Karte)                                    | bezeichnet 1892 (Fabrikantenvilla) | Fabrikantenvilla der Zementfabrik Winschild und Langelott mit Einfriedung; repräsentativer Bau mit Klinkerfassade und Turm in historisierender Gestaltung, im gründerzeitlichen Erweiterungsgebiet und damit die allmähliche Verstädterung von Cossebaude dokumentierend, baugeschichtlich und stadtentwicklungsgeschichtlich bedeutend. | 09275228 |
| Weitere Bilder                          | Bahnmeisterei, heute Wohnhaus | Eichbergstraße 1 (Karte)                                      | 1880/1890 (Bahnmeisterei) | zeittypisches Bahngebäude mit historisierender Klinkerfassade, baugeschichtlich und verkehrsgeschichtlich bedeutend. | 09275201 |
| Weitere Bilder                          | Mietvilla | Eichbergstraße 3 (Karte)                                      | Ende 19. Jh. (Mietvilla) | historisierender Bau vom Ende des 19. Jh. mit Putzfassade und Gliederung mit Natursteinelementen, belebt durch Schwebegiebel und Eckerker, baugeschichtlich und stadtentwicklungsgeschichtlich bedeutend. | 09275225 |
| Weitere Bilder                          | Wohnhaus und Scheune | Eichbergstraße 10 (Karte)                                     | 2. Hälfte 19. Jh. (Bauernhaus) | bäuerliches Anwesen, Fachwerkgebäude mit Satteldächern, eintorige Scheune, als Zeugnisse ländlicher Architektur und Volksbauweise ihrer Zeit baugeschichtlich bedeutend. | 09275222 |
| Weitere Bilder                          | Sachgesamtheit Bergfriedhof Cossebaude mit Einzeldenkmalen                                                                                      | Friedhofsweg (Karte)                                          | 1919 (Friedhof) | Sachgesamtheit Bergfriedhof: Friedhof in seiner gewachsenen funktionellen und gestalterischen Einheit mit zahlreichen Einzeldenkmalen; baugeschichtlich und sepulkralgeschichtlich, gartenkünstlerisch und ortsgeschichtlich bedeutend, besonders bedeutsam die speziell für diesen Friedhof entworfene Grabfeldschemata mit Heckeneinfassung. | 09304054 |
| Weitere Bilder                          | Bergfriedhof: Feierhalle mit später angebauter Leichenhalle sowie denkmalwerte Grabstätten (Einzeldenkmale zu ID-Nr. 09304054)                  | Friedhofsweg (Karte)                                          | 1924 (Feierhalle), 1970 (Leichenhalle), bezeichnet 1895 (Kriegerdenkmal Deutsch-Franz. Krieg), 1945 (Hochkreuz mit Gedenkstein)                                | Einzeldenkmale der Sachgesamtheit Bergfriedhof: Feierhalle mit später angebauter Leichenhalle, einige denkmalwerte Grabstätten insbesondere im Bereich des Waldfriedhofes, Anlage aus Kriegerdenkmal 1866 und 1870/71 in Form eines Obelisk sowie Holzkreuzen für Kriegsopfer des 2. Weltkriegs im Grabfeld III D und so genanntes Hochkreuz mit Gedenkstein »Den namenlosen Toten von 1945« in der Kurve der Linden-Allee; baugeschichtlich und sepulkral-geschichtlich, gartenkünstlerisch und ortsgeschichtlich bedeutend, besonders bedeutsam die speziell für diesen Friedhof entworfene Grabfeldschemata mit Heckeneinfassung. | 09301742 |
| Weitere Bilder                          | Weinbergmauer mit Rundbogentor und mehreren Pforten                                                                                             | Gnomenstieg (Karte)                                           | bezeichnet 1742 (Weinbergmauer) | überkommenes Zeugnis des Weinanbaus in Cossebaude, vor allem ortsbildprägend und ortsgeschichtlich bedeutend. | 09275295 |
| Weitere Bilder                          | Bismarckturm | Gnomenstieg (Karte)                                           | 1913 (Bismarckturm) | Denkmal mit umgebender Aussichtsplattform; kleine, aber dennoch monumentale Anlage mit turmartigem Denkmal, im Vergleich zu den Bismarcktürmen von Wilhelm Kreis zurückhaltender und im Sinne der Reformarchitektur Anfang des 20. Jahrhunderts gestaltet, markantes Beispiel des Denkmalkultes im Wilhelminischen Kaiserreich, baugeschichtlich und ortsgeschichtlich sowie künstlerisch bedeutend. | 09275163 |
|                                         | Weißes Schloss | Gnomenstieg 4 (Karte)                                         | 1898–1907 (Villa) | Villa mit Terrasse; malerisches, burgenartiges Gebäude mit drei zinnenbewehrten Türmen, der höchste überragt das ganze Anwesen wie ein Bergfried, neben dem Schloss Terrasse mit teilweise erhaltenen Zinnen, zu Füßen der Türme massiver annähernd quadratischer, zweigeschossiger Wohnbereich, belebt durch Zierfachwerk, Stützstreben, Erker usw., westlich auf weiterer zinnenbewehrter Mauer mit Torbogen kleines schlankes Türmchen, innen im Saal (Salon) und weiteren fünf Räumen Stuckdekor, Villengebäude als charakteristisches und für Dresden eher seltenes Beispiel des sogenannten romantischen Historismus, der seit der 1. Hälfte des 19. Jh. mittelalterliche Burgenarchitektur wieder aufleben ließ (weitere Beispiele Schloss Eckberg und das abgebrochene Schloss Altfranken), baugeschichtlich bedeutend, zu dem künstlerisch und städtebaulich von Belang, weithin sichtbares Wahrzeichen von Cossebaude, in seiner Form singulär. | 09275191 |
| Weitere Bilder                          | Portal und Teile der Einfriedung | Gnomenstieg 11 (Karte)                                        | um 1885 (Toreinfahrt) | im Stil der Deutschen Neorenaissance, ursprünglich zur sog. Kaffeemühle Gnomenstieg 13 gehörig, baugeschichtlich und künstlerisch bedeutsam. | 09275161 |
| Weitere Bilder                          | Sommerhaus bzw. Villa, sog. »Kaffeemühle« | Gnomenstieg 13 (Karte)                                        | um 1885 (Sommerhaus/Wochenendhaus) | Sommerhaus bzw. Villa mit Einfriedung und Portal; Gebäude mit hölzerner Galerie, Belvedere und Neorenaissance-Verzierung, baugeschichtlich und ortsgeschichtlich sowie künstlerisch bedeutend. | 09275160 |
| Weitere Bilder                          | Wohnhaus | Gohliser Straße 3 (Karte)                                     | 2. Viertel 19. Jh. (Wohnhaus) | ländliches Wohnhaus mit schlichter Putzfassade und Satteldach, als Zeugnis ländlicher Architektur seiner Zeit baugeschichtlich bedeutend. | 09275183 |
|                                         | Wohnhaus in offener Bebauung | Grenzstraße 14 (Karte)                                        | um 1890 (Wohnhaus) | mit historisierender Klinker-Fassade und Putzgliederung, im gründerzeitlichen Erweiterungsgebiet und damit die allmähliche Verstädterung von Cossebaude dokumentierend, baugeschichtlich und stadtentwicklungsgeschichtlich bedeutend. | 09275180 |
|                                         | Mietshaus mit Einfriedung in offener Bebauung                                                                                                   | Grenzstraße 18 (Karte)                                        | um 1890 (Mietshaus) | mit historisierender Putzfassade, Natursteinsockel und Mansarddach, im gründerzeitlichen Erweiterungsgebiet und damit die allmähliche Verstädterung von Cossebaude dokumentierend, baugeschichtlich und stadtentwicklungsgeschichtlich bedeutend. | 09275179 |
|                                         | Stützmauer | Hässige Straße (Karte)                                        | 1890er Jahre (Stützmauer) | entlang der Straße von Nummer 1 bis 1b und vor Nummer 3 bis Kreuzung mit Liebknechtstraße verlaufend – in 2 Ortsteilen, ortsbildprägend und ortsgeschichtlich bedeutend. | 09275152 |
|                                         | Altes Herrenhaus | Hässige Straße 2 (Karte)                                      | Kern sicher 17. Jh. (Herrenhaus) | Herrenhaus mit Hofflügel und Einfriedungsmauer; Mauer verläuft entlang der Straße bis Grundstück Nummer 1, malerisches Anwesen, Gutshaus mit Satteldach, holzverkleidetem Obergeschoss und Weinspalier, ortsgeschichtlich und baugeschichtlich bedeutend. | 09275151 |
|                                         | Villa | Hässige Straße 3 (Karte)                                      | 1890er Jahre (Villa) | historisierender Putzbau mit Zierfachwerkgiebeln und Natursteinsockel, baugeschichtlich und ortsentwicklungsgeschichtlich bedeutend. | 09275150 |
|                                         | Villa | Hässige Straße 4 (Karte)                                      | 1890er Jahre (Villa) | historisierender Putzbau mit Zierfachwerkgiebeln und Natursteinsockel, baugeschichtlich und ortsentwicklungsgeschichtlich bedeutend, | 09275149 |
| Weitere Bilder                          | Wohnhaus, Teil des Seitengebäudes, Keller, Brunnen, Einfriedung und Torbogen                                                                    | Hauptstraße 1 (Karte)                                         | 1607 Dendro (Wohnhaus) | repräsentatives Anwesen, ortsgeschichtlich sowie städtebaulich bedeutend, als Zeugnis ländlicher Architektur und Volksbauweise seiner Zeit baugeschichtlich von Bedeutung. | 09275001 |
| Weitere Bilder                          | Ehemaliges Bauernhaus mit Torpfeiler und Einfriedung                                                                                            | Hauptstraße 3 (Karte)                                         | 1. Hälfte 19. Jh. (Bauernhaus) | zeittypisches Fachwerkhaus mit massivem Erdgeschoss und Giebeln, Satteldach, als Zeugnis ländlicher Architektur und Volksbauweise seiner Zeit baugeschichtlich bedeutend. | 09275002 |
| Weitere Bilder                          | Wohnstallhaus (Nr. 4d) und Auszugshaus (Nr. 4a/4b) sowie Hofeinfahrt eines ehemaligen Dreiseithofes                                             | Hauptstraße 4a; 4b; 4d (Karte)                                | bezeichnet 1839 (Wohnstallhaus), Mitte 19. Jh. (Auszugshaus), bezeichnet 1798 (Torbogen)                                                                       | Gebäude mit Fachwerkobergeschoss, massivem Erdgeschoss und Satteldächern, Fachwerkgebäude als Zeugnis ländlicher Architektur und Volksbauweise ihrer Zeit baugeschichtlich bedeutend. | 09275045 |
| Weitere Bilder                          | Bauernhaus eines ehemaligen Hofes mit Torbogen                                                                                                  | Hauptstraße 5 (Karte)                                         | bezeichnet 1800 (Bauernhaus) | Gebäude mit massivem, zugewandtem Giebel, holzverschaltem Obergeschoss und Satteldach, als Zeugnis ländlicher Architektur und Volksbauweise seiner Zeit baugeschichtlich bedeutend. | 09275003 |
|                                         | Wohnstallhaus eines ehemaligen Dreiseithofes | Hauptstraße 6 (Karte)                                         | bezeichnet 1839 (Wohnstallhaus) | Fachwerkgebäude mit Satteldach und rückseitigem Anbau, als Zeugnis ländlicher Architektur und Volksbauweise seiner Zeit baugeschichtlich bedeutend. | 09275044 |
| Weitere Bilder                          | Ehemaliger Dreiseithof mit Wohnhaus, zwei Seitengebäuden und Torbogen                                                                           | Hauptstraße 7 (Karte)                                         | 1. Hälfte 19. Jh. (Bauernhaus) | Wohnhaus mit Frackdach und holzverschaltem Obergeschoss, Seitengebäude hofseitig weitauskragendes Satteldach, Hofanlage als Zeugnis ländlicher Architektur und Volksbauweise ihrer Zeit baugeschichtlich bedeutend. | 09275004 |
| Weitere Bilder                          | Ehemaliges Bauernhaus | Hauptstraße 8 (Karte)                                         | 1. Hälfte 19. Jh. (Bauernhaus) | Gebäude mit Fachwerk im Obergeschoss und zugewandtem Giebel, Frackdach, Fachwerkhaus als Zeugnis ländlicher Architektur und Volksbauweise seiner Zeit baugeschichtlich bedeutend. | 09275043 |
| Weitere Bilder                          | Wohnhaus und Seitengebäude eines ehemaligen Dreiseithofes mit Tordurchfahrt und Mauer                                                           | Hauptstraße 9 (Karte)                                         | bezeichnet 1800 (Bauernhaus) | Gebäude teilweise mit Fachwerk, Anlage als Zeugnis ländlicher Architektur und Volksbauweise ihrer Zeit baugeschichtlich bedeutend. | 09275005 |
|                                         | Bauernhaus mit angebautem Wohnhaus und Scheune eines ehemaligen Dreiseithofes                                                                   | Hauptstraße 11 (Karte)                                        | Ende 19. Jh. (Bauernhaus) | straßenbildprägender Putzbau mit historisierenden Elementen, baugeschichtlich bedeutend. | 09275006 |
|                                         | Wohnstallhaus | Hauptstraße 14 (Karte)                                        | bezeichnet 1839 (Wohnstallhaus) | Fachwerkgebäude mit holzverschaltem zugewandtem Giebel, Satteldach, massives Erdgeschoss, Zeugnis ländlicher Architektur und Volksbauweise seiner Zeit, baugeschichtlich bedeutend. | 09275042 |
|                                         | Mietvilla mit Einfriedung, Hinterhaus und Taubenhaus                                                                                            | Hauptstraße 16 (Karte)                                        | bezeichnet 1925 (Mietvilla) | zeittypischer Putzbau belebt durch Holzklappläden und runden Eckerker, Hinterhaus älteres, ländliches Gebäude, baugeschichtlich bedeutend. | 09275041 |
| Weitere Bilder                          | Wohnstallhaus und Auszugshaus eines ehemaligen Vierseithofes                                                                                    | Hauptstraße 18 (Karte)                                        | bezeichnet 1800 (Wohnstallhaus) | Wohnstallhaus und Auszugshaus eines ehemaligen Vierseithofes; beide Gebäude mit Fachwerkobergeschoss, Anlage als Zeugnis ländlicher Architektur und Volksbauweise ihrer Zeit baugeschichtlich bedeutend. | 09275040 |
|                                         | Mietvilla mit Einfriedung | Heinrich-Mann-Straße 3 (Karte)                                | 1895/1900 (Mietvilla) | zeittypischer, historisierender Putzbau geprägt von Mittelrisalit, im gründerzeitlichen Erweiterungsgebiet und damit die allmähliche Verstädterung von Cossebaude dokumentierend, baugeschichtlich und stadtentwicklungsgeschichtlich bedeutend. | 09275072 |
|                                         | Mietshaus in offener Bebauung und Ecklage mit Hinterhaus und Einfriedung                                                                        | Heinrich-Mann-Straße 7 (Karte)                                | 1895/1900 (Mietshaus) | mit Laden, zeittypisches Gebäude mit Klinkerfassade und verputztem Erdgeschoss, Ecklage durch turmartigen Aufbau betont, im gründerzeitlichen Erweiterungsgebiet und damit die allmähliche Verstädterung von Cossebaude dokumentierend, baugeschichtlich und stadtentwicklungsgeschichtlich bedeutend. | 09275058 |
|                                         | Wohnhaus in offener Bebauung mit Einfriedung | Heinrich-Mann-Straße 11 (Karte)                               | 3. Viertel 19. Jh. (Wohnhaus) | schlichtes Gebäude mit Putzfassade, baugeschichtlich und stadtentwicklungsgeschichtlich bedeutend | 09275106 |
| Weitere Bilder                          | Wohnhaus in offener Bebauung mit Hinterhaus | Heinrich-Mann-Straße 19 (Karte)                               | um 1890 (Wohnhaus) | Wohnhaus mit zeittypischer Putzfassade, Hinterhaus Gewerbegebäude mit historisierender Klinkerfassade, im gründerzeitlichen Erweiterungsgebiet und damit die allmähliche Verstädterung von Cossebaude dokumentierend, baugeschichtlich und stadtentwicklungsgeschichtlich bedeutend. | 09275173 |
| Weitere Bilder                          | Wohnhaus mit Einfriedung in offener Bebauung | Heinrich-Mann-Straße 20 (Karte)                               | 2. Hälfte 19. Jh. (Wohnhaus) | charakteristisches, vorstädtisches Anwesen der zweiten Hälfte des 19. Jahrhunderts, markant die Giebelseitengestaltung mit zwei seitlichen Rundbogenfenstern in der Dachspitze, aufwendige Eingangstür, auch im Innern Teile der ältere Ausstattung erhalten, dokumentiert allmähliche Verstädterung von Cossebaude, baugeschichtlich und stadtentwicklungsgeschichtlich von Belang. | 09275107 |
| Weitere Bilder                          | Wohnhaus in offener Bebauung | Heinrich-Mann-Straße 23 (Karte)                               | 1880/1890 (Wohnhaus) | typisches, vorstädtisches Anwesen mit historisierender Putzfassade, im gründerzeitlichen Erweiterungsgebiet und damit die allmähliche Verstädterung von Cossebaude dokumentierend, baugeschichtlich und stadtentwicklungsgeschichtlich bedeutend. | 09275175 |
| Weitere Bilder                          | Wohnhaus in offener Bebauung und Ecklage | Heinrich-Mann-Straße 27 (Karte)                               | um 1890 (Wohnhaus) | zeittypisches, historisierendes Wohnhaus mit Putzfassade und gliedernden Natursteinelementen, Ecklage durch turmartigen Aufbau betont, im gründerzeitlichen Erweiterungsgebiet und damit die allmähliche Verstädterung von Cossebaude dokumentierend, baugeschichtlich und stadtentwicklungsgeschichtlich bedeutend. | 09275176 |
|                                         | Mietshaus in Ecklage und offener Bebauung | Käthe-Kollwitz-Straße 1 (Karte)                               | 1895/1900 (Mietshaus) | markanter, historisierender Mietshausbau in Ecklage zur Bahnhofstraße und gegenüber dem Bahnhof, bildet städtebaulich den Eingang zum gründerzeitlichen Erweiterungsgebiet von Cossebaude, dabei Akzentuierung durch Turmaufbauten, durch Klinker und unterschiedliche Farbgebung belebt, baugeschichtlich und stadtentwicklungsgeschichtlich bedeutend. | 09275067 |
|                                         | Mietvilla mit Nebengebäude und Einfriedung | Käthe-Kollwitz-Straße 3 (Karte)                               | 1893/1900 (Mietvilla) | historisierende Klinkerfassade, teilweise verputzt, im gründerzeitlichen Erweiterungsgebiet und damit die allmähliche Verstädterung von Cossebaude dokumentierend, baugeschichtlich und stadtentwicklungsgeschichtlich bedeutend. | 09275068 |
|                                         | Mietvilla mit Einfriedung | Käthe-Kollwitz-Straße 5 (Karte)                               | 1895/1900 (Mietvilla) | zeittypische historisierende Klinkerfassade, im gründerzeitlichen Erweiterungsgebiet und damit die allmähliche Verstädterung von Cossebaude dokumentierend, baugeschichtlich und stadtentwicklungsgeschichtlich bedeutend. | 09275069 |
|                                         | Villa mit Nebengebäude und Einfriedung | Käthe-Kollwitz-Straße 6 (Karte)                               | 1900/1905 (Villa) | schlichte Putzfassade geprägt von Mittelrisalit mit Schweifgiebel, im gründerzeitlichen Erweiterungsgebiet und damit die allmähliche Verstädterung von Cossebaude dokumentierend, baugeschichtlich und stadtentwicklungsgeschichtlich bedeutend. | 09275070 |
|                                         | Wohnhaus in offener Bebauung | Käthe-Kollwitz-Straße 7 (Karte)                               | 1905/1910 (Wohnhaus) | schlichter Putzbau vom Anfang des 20. Jh., Natursteinsockelzone, im gründerzeitlichen Erweiterungsgebiet und damit die allmähliche Verstädterung von Cossebaude dokumentierend, baugeschichtlich und stadtentwicklungsgeschichtlich bedeutend. | 09275101 |
|                                         | Wohnhaus in offener Bebauung und Einfriedung | Käthe-Kollwitz-Straße 10 (Karte)                              | 1890er Jahre (Wohnhaus) | mit Laden, historisierende Klinkerfassade, geprägt von Mittelrisalit mit repräsentativem Giebel, im gründerzeitlichen Erweiterungsgebiet und damit die allmähliche Verstädterung von Cossebaude dokumentierend, baugeschichtlich und stadtentwicklungsgeschichtlich bedeutend. | 09275102 |
|                                         | Wohnhaus in offener Bebauung | Krumme Gasse 3 (Karte)                                        | 1890 (Wohnhaus) | zeittypischer, schlichter Putzbau vom Ende des 19. Jh., mit Satteldach und Mittelrisalit, baugeschichtlich von Bedeutung | 09275081 |
|                                         | zwei Wohnhäuser in offener Bebauung | Krumme Gasse 4 (Karte)                                        | 1. Hälfte 19. Jh. (östl. Wohnhaus), 2. Hälfte 19. Jh. (westl. Wohnhaus)                                                                                        | kleine, ländliche Wohnbauten, schlichte Putzfassaden teilweise mit Wetterschale, Satteldächer, baugeschichtlich von Bedeutung. | 09275082 |
|                                         | Bauernhaus mit Einfriedungsmauer | Krumme Gasse 5 (Karte)                                        | bezeichnet 1656 (Bauernhaus) | Hakenhof, holzverschalte Giebel und abgeschleppter, rückwärtiger Bereich, Satteldächer, Fachwerkgebäude als Zeugnis ländlicher Architektur und Volksbauweise ihrer Zeit baugeschichtlich bedeutend. | 09275073 |
|                                         | Wettinturm | Krumme Gasse 7 (Karte)                                        | 1880–1881 (Aussichtsturm) | Aussichtsturm; künstliche, historisierende Ruine, baugeschichtlich und ortsgeschichtlich bedeutend | 09275294 |
|                                         | Villa | Liebknechtstraße 27 (Karte)                                   | um 1905 (Villa) | repräsentativer Putzbau mit Natursteinsockel und Mansarddach, baugeschichtlich und ortsentwicklungsgeschichtlich von Bedeutung. | 09275146 |
|                                         | Pohlerhaus | Liebknechtstraße 34 (Karte)                                   | 1910er Jahre (Villa) | Villa mit Einfriedung; malerischer, historisierender Villenbau mit Jugendstilelementen, komplexer Baukörper belebt durch diverse Erker, Türmchen, Balkone und Zierfachwerk, baugeschichtlich und ortsentwicklungsgeschichtlich bedeutend. | 09275145 |
| Weitere Bilder                          | Bauernhaus | Meißner Straße 2 (Karte)                                      | bezeichnet 1837 (Bauernhaus) | schlichtes Bauernhaus mit holzverkleidetem Obergeschoss und Giebel, als Zeugnis ländlicher Architektur und Volksbauweise seiner Zeit baugeschichtlich bedeutend. | 09275186 |
|                                         | Fruchtsaftfabrik Wilhelm Leske | Meißner Straße 10 (Karte)                                     | um 1910 (Verwaltungsgebäude) | Ehemaliges Fabrikgebäude; Gebäudeteil an der Straße wahrscheinlich Wohn- und Verwaltungsbau, schlichter, zeittypischer Putzbau, baugeschichtlich bedeutend. | 09275188 |
|                                         | Wohnhaus in offener Bebauung | Meißner Straße 18 (Karte)                                     | um 1910 (Wohnhaus) | Wohnbau um 1910 mit schlichter Putzfassade, geprägt von hohem, ausgebautem Mansarddach, baugeschichtlich und ortsentwicklungsgeschichtlich bedeutend. | 09275189 |
|                                         | Ehemaliges Wasserwerk | Meißner Straße 22 (Karte)                                     | bezeichnet 1898 (Wasserwerk) | heute als Wohnhaus genutzt, typischer Putzbau mit Klinkergliederung vom Ende des 19. Jh. in historisierender Formensprache, Gebäude ortsgeschichtlich und technikgeschichtlich bedeutend. | 09275192 |
| Weitere Bilder                          | Wohnhaus in offener Bebauung | Obere Bergstraße 3 (Karte)                                    | um 1870 (Wohnhaus) | schlichtes, ländliches Wohnhaus mit Putzfassade und ausgebautem Satteldach, baugeschichtlich bedeutend | 09275220 |
| Weitere Bilder                          | Mietvilla | Obere Bergstraße 4 (Karte)                                    | bezeichnet 1905 (Mietvilla) | repräsentativer Villenbau mit Anklängen an den Jugend- und Heimatstil, belebt durch farbige Putzgliederung, Zierfachwerk, Turmanbau, Schweifgiebel und Erker, baugeschichtlich und ortsentwicklungsgeschichtlich bedeutend. | 09275219 |
|                                         | Wohnhaus in offener Bebauung | Obere Bergstraße 5 (Karte)                                    | 1870er Jahre (Wohnhaus) | typisches, vorstädtisches Wohngebäude mit Putzfassade und ausgebautem Satteldach, baugeschichtlich von Bedeutung. | 09275218 |
|                                         | Mietvilla | Obere Bergstraße 7 (Karte)                                    | nach 1900 (Mietvilla) | repräsentativer Villenbau um 1905 mit Jugendstilelementen, belebt durch Zierfachwerk, Giebel, verglaste Holzloggia und Erker, baugeschichtlich und ortsentwicklungsgeschichtlich bedeutend. | 09275216 |
|                                         | Mietvilla und Stützmauer | Obere Bergstraße 10 (Karte)                                   | um 1900 (Mietvilla) | zeittypischer Mietvillenbau vom Anfang des 20. Jh. mit Putzfassade, geprägt von hölzernem, zweistöckigem Anbau mit Farbglasfenstern, Jugendstilelemente, baugeschichtliche und ortsentwicklungsgeschichtliche Bedeutung. | 09275215 |
|                                         | Wohnhaus in offener Bebauung mit Einfriedung | Obere Bergstraße 11 (Karte)                                   | um 1900 (Wohnhaus) | repräsentatives, vorstädtisches Wohnhaus der Jahrhundertwende mit hölzernem Eingangsvorbau, geprägt von Turmanbau, teilweise verglaste Holzloggien und Zierfachwerk, baugeschichtliche und ortsentwicklungsgeschichtlich Bedeutung. | 09275214 |
| Weitere Bilder                          | Wohnhaus in offener Bebauung mit Einfriedungsmauer                                                                                              | Obere Bergstraße 16 (Karte)                                   | um 1900 (Wohnhaus) | zeittypischer Putzbau der Jahrhundertwende mit Anklängen an den Schweizerhausstil, belebt von Zierfachwerk, Giebeln, Erkern und verglaster Holzloggia, baugeschichtliche und ortsentwicklungsgeschichtlich Bedeutung. | 09275212 |
| Weitere Bilder                          | Mietvilla mit Einfriedung | Obere Bergstraße 18 (Karte)                                   | 1890er Jahre (Mietvilla) | charakteristischer, späthistoristischer Mietvillenbau, belebt von Turmanbau, Zierfachwerk, Giebeln, Erkern und verglasten Holzbalkonen, baugeschichtliche und ortsentwicklungsgeschichtlich Bedeutung. | 09275211 |
| Weitere Bilder                          | Wohnhaus in offener Bebauung | Obere Bergstraße 26 (Karte)                                   | um 1925 (Wohnhaus) | breitgelagerter Wohnbau um 1925, mit zeittypischer, schlichter Putzfassade, baugeschichtlich von Bedeutung | 09275209 |
|                                         | Mietvilla | Schulstraße 1 (Karte)                                         | Ende 19. Jh. (Mietvilla) | zeittypische historisierende Putzfassade, im gründerzeitlichen Erweiterungsgebiet und damit die allmähliche Verstädterung von Cossebaude dokumentierend, baugeschichtlich und stadtentwicklungsgeschichtlich bedeutend. | 09275010 |
|                                         | Mietvilla mit Einfriedung | Schulstraße 4 (Karte)                                         | 1895/1900 (Mietvilla) | charakteristische Putzfassade mit historisierender Natursteingliederung, im gründerzeitlichen Erweiterungsgebiet und damit die allmähliche Verstädterung von Cossebaude dokumentierend, baugeschichtlich und stadtentwicklungsgeschichtlich bedeutend. | 09275066 |
|                                         | Mietvilla mit Einfriedung | Schulstraße 5 (Karte)                                         | Ende 19. Jh. (Mietvilla) | schlichter Putzbau belebt durch Schwebegiebel und teilweise verglaster Holzloggia, im gründerzeitlichen Erweiterungsgebiet und damit die allmähliche Verstädterung von Cossebaude dokumentierend, baugeschichtlich und stadtentwicklungsgeschichtlich bedeutend. | 09275019 |
| Weitere Bilder                          | Mietvilla mit Einfriedung und Toreinfahrt | Schulstraße 7 (Karte)                                         | Ende 19. Jh. (Mietvilla) | repräsentativer Mietvillenbau mit historisierender Gestaltung, im gründerzeitlichen Erweiterungsgebiet und damit die allmähliche Verstädterung von Cossebaude dokumentierend, baugeschichtlich und stadtentwicklungsgeschichtlich bedeutend. | 09275018 |
|                                         | Mietvilla mit Einfriedung | Schulstraße 9 (Karte)                                         | Ende 19. Jh. (Mietvilla) | schlichter Putzbau belebt durch Schwebegiebel, Eckquaderung und verglaste Holzloggia, im gründerzeitlichen Erweiterungsgebiet und damit die allmähliche Verstädterung von Cossebaude dokumentierend, baugeschichtlich und stadtentwicklungsgeschichtlich bedeutend. | 09275017 |
|                                         | Wohnhaus mit Anbau, ehemalige Schmiede | Talstraße 2 (Karte)                                           | 18. Jh. (Wohnhaus) | ländliches Gebäude mit verputztem Fachwerk-Obergeschoss, ortsgeschichtlich von Bedeutung, als Zeugnis ländlicher Architektur und Volksbauweise seiner Zeit auch baugeschichtlich bedeutend. | 09275293 |
|                                         | Zweiseithof mit Wohngebäude, seitlichem Anbau und Einfriedung                                                                                   | Talstraße 3 (Karte)                                           | 1. Hälfte 19. Jh. und älter (Bauernhaus) | Wohnhaus und seitlicher Anbau Fachwerkgebäude, Anlage als Zeugnis ländlicher Architektur und Volksbauweise ihrer Zeit baugeschichtlich bedeutend. | 09275022 |
|                                         | Ehemaliges Bauernhaus mit Seitengebäude | Talstraße 4 (Karte)                                           | 1. Hälfte 19. Jh. (Bauernhaus) | bäuerliches Wohnhaus mit Fachwerk im Obergeschoss und zugewandtem Giebel, Anlage als Zeugnis ländlicher Architektur und Volksbauweise ihrer Zeit baugeschichtlich bedeutend. | 09275039 |
|                                         | Wohnstallhaus eines ehemaligen Bauernhofes | Talstraße 5a (Karte)                                          | bezeichnet 1811 (Wohnstallhaus) | im Obergeschoss und zugewandtem Giebel Fachwerk, Teil des Dorfkerns von Cossebaude, als Zeugnis ländlicher Architektur und Volksbauweise seiner Zeit baugeschichtlich bedeutend, außerdem stadtentwicklungsgeschichtlich von Belang. | 09275023 |
| Direkt Bild zu diesem Denkmal hochladen | Seitengebäude eines ehemaligen Bauernhofes | Talstraße 6 (Karte)                                           | 1. Hälfte 19. Jh. (Seitengebäude) | Fachwerkhaus als Zeugnis ländlicher Architektur und Volksbauweise seiner Zeit baugeschichtlich bedeutend. Anmerk.: Von der Talstraße nicht einsehbar, umfriedetes Grundstück. | 09275038 |
| Weitere Bilder                          | Alte Schule | Talstraße 7 (Karte)                                           | auf Inschrifttafel bezeichnet 1805 (Schule) | Ehem. Schule; massiver, zweigeschossiger Putzbau vom Anfang des 19. Jh. mit zwei hofseitigen Treppenanbauten, ortsgeschichtlich und baugeschichtlich von Bedeutung. | 09275224 |
| Weitere Bilder                          | Steinernes Haus; Alte Kapelle; Dorotheenkapelle                                                                                                 | Talstraße 7a (Karte)                                          | 15. Jh. (Kreuzgratgewölbe), erste urkundl. Erwähnung 1498 (Kapelle), 13. Jh. (Ringmauer), 18./19. Jh. (Treppenanlage), nach 1918 (Kriegerdenkmal 1. Weltkrieg) | Wohnhaus mit der sogenannten Alten Kapelle, seitlicher Anbau, Einfriedungsmauer mit Pforte, Treppenanlage mit Kriegerdenkmal; Wohnhaus als turmartiger Bau mit ehemaliger Kapelle im Erdgeschoss und seitlichem Anbau, Einfriedung ist ehemalige Ringmauer einer Wallanlage aus dem 13. Jahrhundert, herausragendes und einmaliges Zeugnis der Besiedlungs- und Baugeschichte im Meißnischen Land. | 09275025 |
|                                         | Gutshof mit Hauptgebäude (Nr. 8), Wirtschaftsbau (Nr. 8b) und seitlichem Weinkeller                                                             | Talstraße 8; 8b (Karte)                                       | bezeichnet 1878 (Winzerhaus), bezeichnet 1723 (Weinkeller) | Putzbauten mit Satteldächern, Anlage als Zeugnis ländlicher Architektur und Volksbauweise ihrer Zeit baugeschichtlich bedeutend. | 09275037 |
|                                         | Gemeindehaus und Seitengebäude mit Einfriedungsmauer und frei stehendem Glockenturm                                                             | Talstraße 9                                                   | bezeichnet 1850 (Gemeindehaus), 1904 (Glockenturm) | ehemals Standort der fiskalischen Weinpresse, heute Kirche und Gemeindesaal, Anlage als Zeugnis ländlicher Architektur und Volksbauweise ihrer Zeit baugeschichtlich bedeutend, aber auch ortsgeschichtlich von Bedeutung. | 09275024 |
|                                         | Mietvilla mit Seitengebäude und Einfriedung | Talstraße 16 (Karte)                                          | Ende 19. Jh. (Mietvilla) | historisierender Mietvillenbau mit zeittypischer Putzfassade, belebt durch Schwebegiebel und verglaste Holzveranda, baugeschichtlich und ortsentwicklungsgeschichtlich von Bedeutung. | 09275036 |
|                                         | Mietvilla mit Einfriedung | Talstraße 18 (Karte)                                          | Ende 19. Jh. (Mietvilla) | historisierender Putzbau vom Ende des 19. Jh., geprägt von Seitenrisaliten und hölzernen Balkonen, baugeschichtliche und ortsentwicklungsgeschichtliche Bedeutung. | 09275035 |
|                                         | Bauernhaus (ehem.) mit Einfriedung, Stützmauer und kleinem Torbogen                                                                             | Talstraße 19 (Karte)                                          | 1608 Dendro (Dachstuhl), bezeichnet 1861 (Toreinfahrt) | charakteristisches ländliches Anwesen seiner Zeit, als eines der ältesten architektonischen Zeugnisse der Volksbauweise in Dresden vor allem baugeschichtlich von Bedeutung, dokumentiert eine frühe Phase der Dorferweiterung Cossebaudes, ortsentwicklungsgeschichtlich und außerdem kulturhistorisch bedeutend. | 09275028 |
| Direkt Bild zu diesem Denkmal hochladen | Weinkeller | Talstraße 21 (Karte)                                          | 18. Jh. (Weinkeller) | nahe am Wohnhaus (Ruine) gelegen, von dokumentarischem Wert für die Geschichte des Weinanbaus im südlichen Elbraum bei Dresden. Anmerkung: Der Blick ist durch ein hohes Tor versperrt, auf seriöse Weise ist von der Straße aus kein Foto mehr realisierbar (Stand 30.09.2021) | 09275029 |
|                                         | Wohnhaus eines ehemaligen Zweiseithofes | Talstraße 25 (Karte)                                          | 1. Hälfte 19. Jh. (Bauernhaus) | Gebäude hofseitig mit Fachwerk, Satteldach, als Zeugnis ländlicher Architektur und Volksbauweise seiner Zeit baugeschichtlich bedeutend. | 09275031 |
|                                         | Ehemaliges Bauernhaus | Talstraße 27 (Karte)                                          | 1. Hälfte 19. Jh. (Bauernhaus) | Gebäude mit massivem Erdgeschoss und zugewandtem Giebel, Fachwerk hofseitig im Obergeschoss, als Zeugnis ländlicher Architektur und Volksbauweise seiner Zeit baugeschichtlich bedeutend. | 09275032 |
|                                         | Bauernhaus mit Seitenflügel und Seitengebäude                                                                                                   | Talstraße 28 (Karte)                                          | 1. Hälfte 19. Jh. (Bauernhaus) | Fachwerkhaus mit Schleppdach, Anlage aus Wohnhaus mit Anbau und Seitengebäude als Zeugnis ländlicher Architektur und Volksbauweise ihrer Zeit baugeschichtlich bedeutend. | 09275083 |
|                                         | Scheune | Talstraße 32b (Karte)                                         | bezeichnet 1789 (Scheune) | offenbar im Zusammenhang mit dem Weinanbau in Cossebaude stehend, wichtiges bauliches Zeugnis der Entwicklung von Cossebaude, ortsgeschichtlich und sozialgeschichtlich bedeutend. | 09275503 |
|                                         | Ehemaliger Bauernhof mit Wohnhaus, Stall, Seitengebäude und Stützmauer                                                                          | Talstraße 33 (Karte)                                          | 1. Hälfte 19. Jh. (Bauernhaus) | Fachwerkwohnhaus mit verbrettertem Giebel, Hof als Zeugnis ländlicher Architektur und Volksbauweise seiner Zeit baugeschichtlich bedeutend. | 09275033 |
|                                         | Doppelwohnhaus | Talstraße 36; 36a (Karte)                                     | um 1910 (Doppelwohnhaus) | zeittypischer Wohnbau mit Putzfassade im Stil der Reformarchitektur der Zeit um 1910, Natursteinsockel, baugeschichtlich und stadtentwicklungsgeschichtlich von Bedeutung. | 09275099 |
|                                         | Bauernhaus mit Hofeingang | Talstraße 41 (Karte)                                          | 1. Hälfte 19. Jh. (Bauernhaus) | zeittypische Hofanlage der ersten Hälfte des 19. Jh., als Zeugnis ländlicher Architektur und Volksbauweise ihrer Zeit baugeschichtlich bedeutend. | 09275084 |
|                                         | Bauernhaus | Talstraße 45 (Karte)                                          | 1. Hälfte 19. Jh. (Bauernhaus) | kleines Bauernhaus mit verputzter und verbretterter Fassade und Schleppdach, als Zeugnis ländlicher Architektur und Volksbauweise seiner Zeit baugeschichtlich bedeutend. | 09275085 |
|                                         | Bauernhaus | Talstraße 47 (Karte)                                          | 1. Hälfte 19. Jh. (Bauernhaus) | kleines, zeittypisches, verputztes Bauernhaus mit Satteldach, als Zeugnis ländlicher Architektur und Volksbauweise seiner Zeit baugeschichtlich bedeutend. | 09275086 |
|                                         | Wohnhaus und Seitengebäude eines Bauernhofes | Talstraße 49 (Karte)                                          | 1. Hälfte 19. Jh. (Bauernhaus) | Wohnhaus mit hohem Sockelgeschoss und Fachwerk im Obergeschoss, Anlage als Zeugnis ländlicher Architektur und Volksbauweise ihrer Zeit baugeschichtlich bedeutend. | 09275087 |
|                                         | Wohnhaus mit Nebengebäuden und Mauer entlang der Straße                                                                                         | Talstraße 50 (Karte)                                          | um 1850 (Wohnhaus) | zeittypischer, historistischer Putzbau mit Klinkergliederung, Zeugnis ländlicher Architektur, baugeschichtlich bedeutend. | 09275091 |
|                                         | Bauernhaus | Talstraße 51 (Karte)                                          | 1. Hälfte 19. Jh. (Bauernhaus) | verputztes, bäuerliches Wohnhaus, hofseitig mit weitem Dachüberstand, als Zeugnis ländlicher Architektur und Volksbauweise seiner Zeit baugeschichtlich bedeutend. | 09275088 |
| Weitere Bilder                          | Sachgesamtheit Hübelscher Weinberg/Kriegelscher Weinberg mit Einzeldenkmalen und Sachgesamtheitsteilen                                          | Talstraße 60 (Karte)                                          | 17. Jh. (Weinberg) | Sachgesamtheit Hübelscher Weinberg / Kriegelscher Weinberg mit den Einzeldenkmalen: Herrenhaus, sogn. »Bergkellerhaus«, Bruchsteinmauer entlang der Straße und Brücke auf dem Flurstück 537/1 (siehe auch Obj. 09275095, gleiche Anschrift), Weinberg (Gartendenkmal) sowie Nebengebäude (ehemalige Scheune) an der Straße und Achse aus Pforte in Einfriedung des Anwesens sowie Treppe und Weg auf gegenüberliegendem Flurstück 537/1 als Sachgesamtheitsteile; gesamtes Anwesen von dokumentarischem Wert für die Geschichte des Weinanbaus im südlichen Elbraum bei Dresden, eindrucksvollste Weinbergsanlage von Cossebaude, das barocke Weinbau-Herrenhaus mit bedeutsamer Innenausstattung von baugeschichtlicher und künstlerischer Bedeutung. Die gesamte Anlage ist mit den benachbarten Weinbergen zudem von landschaftsgestaltendem Wert. | 09303772 |
| Weitere Bilder                          | Herrenhaus, sogenanntes »Bergkellerhaus«, Bruchsteinmauer entlang der Straße und Brücke (Einzeldenkmale zu ID-Nr. 09303772)                     | Talstraße 60 (Karte)                                          | bezeichnet 1767 (Weinbau-Herrenhaus), etwas undeutlich am Portal bezeichnet 1757 (Einfriedung), um 1800 (Fußgängerbrücke)                                      | Einzeldenkmale der Sachgesamtheit Hübelscher Weinberg/Kriegelscher Weinberg: Herrenhaus, sogenanntes »Bergkellerhaus«, Bruchsteinmauer entlang der Straße und Brücke auf dem gegenüberliegenden Flurstück; Herrenhaus und »Bergkellerhaus« mit Fachwerk, gesamtes Anwesen von dokumentarischem Wert für die Geschichte des Weinanbaus im südlichen Elbraum bei Dresden, eindrucksvollste Weinbergsanlage von Cossebaude, das barocke Weinbau-Herrenhaus mit bedeutsamer Innenausstattung von baugeschichtlicher und künstlerischer Bedeutung, die gesamte Anlage mit dem benachbarten Weinbergen zudem von landschaftsgestaltendem Wert. | 09275095 |
| Weitere Bilder                          | Sachgesamtheit Kurfürstlicher Weinberg; Königl. Hinterberg mit Einzeldenkmalen                                                                  | Talstraße 62 (Karte)                                          | 17. Jh. (Weinberg) | Sachgesamtheit Kurfürstlicher Weinberg mit folgenden Einzeldenkmalen: Winzerhaus, zwei Nebengebäuden, Bruchsteinmauer entlang des Grundstückes (Einzeldenkmalliste ID-Nr. 09275096) und Weinberg (Gartendenkmal); von Bedeutung für die Geschichte des Weinanbaus im südlichen Elbraum bei Dresden, Anlage mit den benachbarten Weinbergen von landschaftsgestaltendem Wert. | 09306541 |
| Weitere Bilder                          | Winzerhaus, zwei Nebengebäude und Bruchsteinmauer entlang des Grundstückes (Einzeldenkmale zu ID-Nr. 09306541); jetzt Weinbau Fehrmann          | Talstraße 62 (Karte)                                          | Ende 18. Jh. (Winzerhaus) | Einzeldenkmale der Sachgesamtheit Kurfürstlicher Weinberg: Winzerhaus, zwei Nebengebäude und Bruchsteinmauer entlang des Grundstückes; von Bedeutung für die Geschichte des Weinanbaus im südlichen Elbraum bei Dresden, Anlage mit den benachbarten Weinbergen von landschaftsgestaltendem Wert. | 09275096 |
|                                         | Sachgesamtheit Weinberg | Talstraße 62b; 62c (Karte)                                    | 17. Jh. (Weinberg) | Sachgesamtheit Weinberg; von Bedeutung für die Geschichte des Weinanbaus im südlichen Elbraum bei Dresden, mit den benachbarten Weinbergen von landschaftsgestaltender Bedeutung. | 09279096 |
|                                         | Sachgesamtheit Ehem. Weinbergschänke mit mehreren Einzeldenkmalen                                                                               | Talstraße 64; 66 (Karte)                                      | 17. Jh. (Weinberg) | Sachgesamtheit ehem. Weinbergschänke mit folgenden Einzeldenkmalen: ländliches Wohnhaus (Nr. 64), Landhaus mit Eckturm (Nr. 66), straßenseitiger Einfriedung/Stützmauer (Einzeldenkmalliste ID-Nr. 09275156) und Weinberg (Gartendenkmal); bedeutsam für die Geschichte des Weinbaus im südlichen Elbtal bei Dresden, zu dem mit den benachbarten Weinbergen von landschaftsgestaltender Bedeutung. | 09306542 |
|                                         | Ehem. Weinbergschänke: ländliches Wohnhaus, Landhaus mit Eckturm und straßenseitiger Einfriedung/Stützmauer (Einzeldenkmale zu ID-Nr. 09306542) | Talstraße 64; 66 (Karte)                                      | 1897–1898 (Landhaus), 18. Jh. (Wohnhaus) | Einzeldenkmale der Sachgesamtheit ehem. Weinbergschänke: ländliches Wohnhaus (Nr. 64), Landhaus mit Eckturm (Nr. 66) und straßenseitiger Einfriedung/Stützmauer; bedeutsam für die Geschichte des Weinbaus im südlichen Elbtal bei Dresden, zu dem mit den benachbarten Weinbergen von landschaftsgestaltender Bedeutung. | 09275156 |
|                                         | Ehemaliges Gasthaus | Talstraße 65 (Karte)                                          | 2. Hälfte 19. Jh. (Gasthaus) | heute Wohnhaus, als Zeugnis ländlicher Architektur und Volksbauweise seiner Zeit baugeschichtlich bedeutend. | 09275090 |
|                                         | Bauernhaus | Talstraße 67 (Karte)                                          | 1. Hälfte 19. Jh. (Bauernhaus) | kleines Haus mit hohem Mansardwalmdach, schlichte, verputzte Fassade belebt mit Holzklappläden, Natursteinsockel, baugeschichtlich von Bedeutung. | 09275093 |
|                                         | Wohnhaus in offener Bebauung | Talstraße 69 (Karte)                                          | 3. Viertel 19. Jh. (Wohnhaus) | vermutlich früheres Weinberghaus, gegliederte Putzfassade, Natursteinsockel, Satteldach, Ansicht geprägt durch Mittelrisalit mit Inschrift und Zwerchhaus, baugeschichtlich von Bedeutung. | 09275094 |
| Weitere Bilder                          | Sachgesamtheit Wohnanlage Talstraße mit einem Doppelwohnhaus und zwei Mehrfamilienhäusern als Einzeldenkmale                                    | Talstraße 101; 105; 107; 109; 111; 113; 115; 117; 119 (Karte) | 1919–1920 (Wohnanlage) | Sachgesamtheit Wohnanlage Talstraße mit einem Doppelwohnhaus (Einzeldenkmalliste ID-Nr. 09275097, Talstraße 105/107) und zwei Mehrfamilienhäusern (siehe Einzeldenkmalliste ID-Nr. 09275119, Talstraße 101 und ID-Nr. 09275098, Talstraße 109–119, ungerade) als Einzeldenkmale; Teil einer Wohnanlage der Baugenossenschaft Dresden-Land mit drei Gebäuden, traditionelle Gestaltungsweise, baugeschichtlich und stadtentwicklungsgeschichtlich bedeutend. | 09305329 |
| Weitere Bilder                          | Doppelwohnhaus mit mehreren Eingängen (Einzeldenkmal zu ID-Nr. 09305329)                                                                        | Talstraße 101 (Karte)                                         | 1919–1920 Mehrfamilienwohnhaus | Einzeldenkmal der Sachgesamtheit Wohnanlage Talstraße: Doppelwohnhaus mit mehreren Eingängen; Teil einer Wohnanlage der Baugenossenschaft Dresden-Land mit drei Gebäuden, traditionelle Gestaltungsweise, siehe auch Talstraße 105/107 und 109–119 ungerade, baugeschichtlich und stadtentwicklungsgeschichtlich bedeutend. | 09275119 |
| Weitere Bilder                          | Doppelhaus (Einzeldenkmal zu ID-Nr. 09305329)                                                                                                   | Talstraße 105; 107 (Karte)                                    | bezeichnet 1919–1920 (Doppelwohnhaus) | Einzeldenkmal der Sachgesamtheit Wohnanlage Talstraße: Doppelhaus; Teil einer Wohnanlage der Baugenossenschaft Dresden-Land mit drei Gebäuden, traditionelle Gestaltungsweise, siehe auch Talstraße 101 und 109–119 ungerade, baugeschichtlich und stadtentwicklungsgeschichtlich bedeutend. | 09275097 |
| Weitere Bilder                          | Mehrfamilienhaus (Einzeldenkmal zu ID-Nr. 09305329)                                                                                             | Talstraße 109; 111; 113; 115; 117; 119 (Karte)                | 1919-1920 Mehrfamilienwohnhaus | Einzeldenkmal der Sachgesamtheit Wohnanlage Talstraße, Mehrfamilienhaus mit sechs Eingängen; Teil einer Wohnanlage der Baugenossenschaft Dresden-Land mit drei Gebäuden, traditionelle Gestaltungsweise, siehe auch Talstraße 101 und 105/107, baugeschichtlich und stadtentwicklungsgeschichtlich bedeutend. | 09275098 |
|                                         | Doppelwohnhaus in offener Bebauung mit Einfriedung                                                                                              | Weinbergstraße 6; 8 (Karte)                                   | | ländliches Wohnhaus mit Elementen der Reformstilarchitektur, geprägt von mächtigem Dach mit verbretterten Giebeln, Putzfassade belebt durch Holzklappläden und Weinspalier, baugeschichtlich und ortsentwicklungsgeschichtlich von Bedeutung. | 09275079 |
| Weitere Bilder                          | Villa | Weinbergstraße 12 (Karte)                                     | um 1910 (Villa) | charakteristischer Villenbau der Reformstilarchitektur um 1910 mit Elementen des Jugendstils, Mansarddach, Putzfassade mit markantem Giebel, dekorativem, hölzernem Windfanghäuschen, Natursteinsockel und Weinspalier, baugeschichtlich und ortsentwicklungsgeschichtlich von Bedeutung. | 09275078 |
|                                         | Villa mit Einfriedung | Weinbergstraße 14 (Karte)                                     | um 1910 (Villa) | repräsentativer Villenbau mit Putzfassade und Mansardwalmdach, im Stil der Reformarchitektur um 1910, baugeschichtlich und ortsentwicklungsgeschichtlich von Bedeutung. | 09275077 |
| Weitere Bilder                          | Villa mit Einfriedung und Gartenpavillon | Weinbergstraße 18 (Karte)                                     | um 1910 (Villa), 1911 (Gartenpavillon) | Pavillon aus Naturstein, repräsentativer Villenbau mit Putzfassade geprägt von dominierendem Dach mit variierenden Gaupenformen und Erkern, im Stil der Reformarchitektur um 1910, baugeschichtlich und ortsentwicklungsgeschichtlich von Bedeutung. | 09275074 |
|                                         | Villa mit Einfriedung | Weinbergstraße 20 (Karte)                                     | um 1910 (Villa) | charakteristischer Villenbau mit Putzfassade, belebt durch Holzklappläden, Verbretterungen und Erker, dominierendes Dach, im Stil der Reformarchitektur um 1910, baugeschichtlich und ortsentwicklungsgeschichtlich von Bedeutung. | 09275075 |
|                                         | Villa mit Einfriedung | Weinbergstraße 22 (Karte)                                     | um 1910 (Villa) | schlichter, zeittypischer Villenbau mit Putzfassade, geprägt von dominierendem Dach, im Stil der Reformarchitektur um 1910, baugeschichtlich und ortsentwicklungsgeschichtlich von Bedeutung. | 09275076 |
|                                         | Weinberg zwischen Weinbergstraße und Gnomenstieg                                                                                                | Weinbergstraße 42a (Karte)                                    | 17. und 18. Jh. (Weinberg) | ortsgeschichtlich bedeutend und landschaftsgestaltend, außerdem von Bedeutung für die Geschichte des Weinanbaus im südlichen Elbraum bei Dresden. | 09275200 |
| Weitere Bilder                          | Bauernhaus mit Scheune | Weinbergstraße 47 (Karte)                                     | 2. Hälfte 19. Jh. (Bauernhaus) | zeittypisches Bauernhaus mit Fachwerkobergeschoss, verbrettertem Giebel und Krüppelwalmdach, Anlage als Zeugnis ländlicher Architektur und Volksbauweise ihrer Zeit baugeschichtlich bedeutend. | 09275164 |

## Ausführliche Denkmaltexte
1. ↑  
Einzeldenkmale der Sachgesamtheit Bergfriedhof: 
Feierhalle mit später angebauter Leichenhalle, einigen denkmalwerten Grabstätten insbesondere im Bereich des Waldfriedhofes, Anlage aus Kriegerdenkmal 1866 und 1870/71 in Form eines Obelisk sowie Holzkreuzen für Kriegsopfer des 2. Weltkriegs im Grabfeld III D und dem so genanntem Hochkreuz mit Gedenkstein »Den namenlosen Toten von 1945« in der Kurve der Linden-Allee (Einzeldenkmalliste ID-Nr. 09301742), des Weiteren mit Einfriedungszäunen einschließlich Toranlage und Holztor (Sachgesamtheitsteile) sowie Friedhofsgestaltung (Gartendenkmal); mit markanter, den Friedhof erschließender Lindenallee (Sommerlinden), gliederndem Wegesystem einschl. Treppenanlage aus Betonstufen, unterschiedlichen Grabfeldschemata, struktur- und raumbildender Bepflanzung (vor allem geschnittene Linden und Hecken) und Blickbeziehungen zu den Radebeuler Elbhängen.
2. ↑  
Denkmaltext 

Südlich des Lotzebachtals steht im unteren Bereich der Cossebauder Talstraße das auf den ersten Blick unscheinbar wirkende, zweigeschossige Haus Talstraße 19. Seine schlichte Putzfassade, die augenscheinlich in das 19. Jahrhundert datiert, lässt nicht vermuten, dass es sich bei diesem Gebäude um eines der ältesten baulichen Zeugnisse in Cossebaude und damit auch in Dresden handelt. Das Dachwerk konnte dendrochronologisch auf den Winter des Jahres 1608 datiert werden, sodass das Gebäude wahrscheinlich im Laufe des Folgejahres und damit in einer durch Schriftquellen belegten Phase der Dorferweiterung errichtet wurde. Die Aufzeichnungen des damaligen Dorfbesitzers Dr. Martin Aichmann berichten für den Zeitraum von 1608 bis 1614 über die Ansiedlung von zwölf Winzern, die als Häusler in der südlich an Cossebaude grenzenden Flur sesshaft wurden. Höchstwahrscheinlich steht diese Entwicklung in Zusammenhang mit den kurfürstlichen Bemühungen zur Förderung des Weinbaues, die zur Anlage einer ersten terrassierten Weinberganlage, den sogenannten Cossebauder Hinterbergen, durch den Württemberger Aichmann führten. 

Das Dachwerk und die hangseitige Wand des Oberstocks dokumentieren als letzte Reste des Ursprungsbaues diese frühe Zeitstufe. Die massiven Außenwände hingegen sind Resultat einer im 19. Jahrhundert erfolgten Versteinerung des bauzeitlichen Fachwerkbaues – die Jahreszahl 1861 im Schlussstein des Tores deutet auf diesen Umbau hin. Die zweite inschriftlich belegte Veränderung verweist auf eine nachträgliche Verlängerung des Hauses im Jahr 1743, die aufgrund der Befundlage vor die Versteinerung der Außenwände datieren muss. Um das baugeschichtlich wertvolle Dachwerk in situ erhalten und gleichzeitig modernen Wohnbedürfnissen entsprechen zu können, ist im Zuge einer nach 2005 durchgeführten Komplettsanierung ein neuer, die Wärmedämmung aufnehmender Dachstuhl über dem Altdach errichtet worden. 

Als eines der ältesten architektonischen Zeugnisse der Volksbauweise in Dresden ist das ehemalige Bauernhaus in der Talstraße 19 vor allem baugeschichtlich von Bedeutung. Darüber hinaus dokumentiert das Wohnhaus vor dem Hintergrund der erhaltenen Schriftquellen nicht nur eine frühe Phase der Dorferweiterung Cossebaudes, sondern auch die gezielte Förderung des Weinbaues durch den Kurfürsten im frühen 17. Jahrhundert, was seine ortsentwicklungsgeschichtliche und kulturhistorische Bedeutung begründet (LfD/2014).
3. ↑  
Denkmaltext 

Die Anlage Talstraßen 64, 66 in Dresden OT Cossebaude ist mit ländlichem Wohnhaus (Nummer 64), Landhaus einschließlich Eckturm (Nummer 66), Weinberg und Einfriedung/Stützmauer an der Straße ein Kulturdenkmal (Sachgesamtheit) an dessen Erhalt vor allem wegen seiner historischen Bedeutung ein öffentliches Erhaltungsinteresse besteht. Es umfasst die Flst. 950, 951, 952, 953/1 und 953/2. 

Aus der Bauakte des Grundstücks Talstraße 66, Flst. 953/1 geht hervor, dass es einschließlich des Flst. 953/2 ursprünglich eine Weinbergsparzelle war. Auf dieser wurde von 1897-1898 durch den Architekten Bernhard Anke ein Landhaus mit Turmanbau errichtet, das sich bis heute erhalten hat. Damals gehörte das Anwesen am Eingang zur Hässigestraße noch zu Oberwartha. Danach wurde es nach Cossebaude umgeflurt und hat im Laufe der Zeit das Flurstück 953 erhalten, dass offenbar erst nach der Wende in die Parzellen 953/1 und 953/2 geteilt wurde. Auf einer alten Postkarte, sicher aus dem Anfang des 20. Jahrhunderts, sieht man deutlich, dass der Hang an dieser Stelle des Lotzebachtals, überragt von der nahe gelegenen Erhöhung Liebenecke, dem Weinanbau diente und sich in verschiedene Anlagen unterteilte, angefangen beim Hübelschen Weinberg Talstraße 60 mit seinem immer noch repräsentativen Haupthaus, der als Kurfürstlicher Weinberg angelegten Talstraße 62 und der hier zu beurteilenden Anlage. Eine weitere, etwa zur gleichen Zeit produzierte, alte Postkarte zeigt das Gebäude Talstraße 66 als Weinbergschänke im Cossebauder Grund und sehr detailliert den beeindruckenden Weinberg im Hintergrund, offenbar mit Obstbäumen bestanden. Die Schänke warb mit dem „Spezial-Ausschank von Obst- und Beerenweinen“. Nach Auskunft der jetzigen Besitzer wurde sie gegen 1930 geschlossen. 

Das ländliche Gebäude Talstraße 64 mit Krüppelwalmdach, Flurstück 952, welches mit großer Wahrscheinlichkeit schon 1785/86 stand, könnte das ehemalige Winzerhaus eines gemeinsamen Weinberges mit der Talstraße 66 gewesen sein. Anfang des 20. Jahrhunderts gehörte die Talstraße 66 Anna verw. Kolbe, geb. Vogel, bevor sie in den Besitz des Kaufmanns August Heinrich Carl Kirsch gelangte. Möglicherweise war Kirsch der Begründer der Schänke. Auf dem Flst. 952, Talstraße 64, dem Flst. 953/1, Talstraße 66 sowie den Flst. 950, 951 und 953/2 haben sich bis auf den heutigen Tag Weinbergterrassen mit Mauerzügen und Treppen, einer mit großer Wahrscheinlichkeit gemeinsamen Anlage, erhalten, welche mehr als 200 Jahre alt ist. So kann man auf dem sächsischen Meilenblatt von 1785 an der Stelle der heutigen Talstraße 64 und 66 übereinander angeordnete Terrassen als Wegesignaturen erkennen. 

Die Talstraße 64/66 einschließlich der Flst. 953/2, 950 und 951erinnert daran, dass man bis zur Reblauskatastrophe 1891 in Cossebaude und Oberwartha gut 700 Jahre Weinanbau betrieben hatte, was ihre geschichtliche Bedeutung als Kulturdenkmal begründet. Die geschützte südliche Hanglage bot sich dafür an. In einer Urkunde des Meißner Domkapitels aus dem Jahre 1311 wird ein in Cossebaude gelegener, bewirtschafteter Weinberg genannt, der mit Sicherheit schon Mitte des 13. Jahrhunderts existiert hat. Für Oberwartha ist der Weinanbau ab 1266 belegt. Das Siedlungsgebiet Cossebaude/Oberwartha gehört somit neben Meißen, 1161 erstmals erwähnt, zu den ältesten Weinbaustandorten in Sachsen. Im heutigen Radebeul ist damit später begonnen worden (Kötzschenbroda, Ersterwähnung 1286). Im Jahre 1604 gelangte das Dorf Cossebaude in den Besitz des württembergischen Geheimrates Dr. Aichmann, der den Terrassenweinbau im Meißner Elbtal einführte. 

Das öffentliche Erhaltungsinteresse des hier zu beurteilenden Objektes ergibt sich aus dem hohen Alter und dem orts- sowie weinbbaugeschichtlich bedeutsamen Zeugniswert der Anlage, deren Geschichte auf jeden Fall bis ins ausgehende 18. Jahrhundert zurückreicht. Seine Denkmaleigenschaft erscheint zu mindestens einem breiteren Kreis von Sachverständigen nachvollziehbar, da vergleichbare Weinbergensembles auch in anderen Bundesländern, u. a. in Baden-Württemberg (z. B. innerhalb der Bodenseelandschaft Birnau-Maurach-Seefelden) oder in Rheinland-Pfalz (in Kobern-Gondorf und Winningen im Moseltal) als Denkmale anerkannt sind. Die beeindruckende Wirkung und die Anschaulichkeit der Talstraße 64/66 wird durch das landschaftliche Zusammenwirken mit den benachbarten Weinbergen, dem privaten Hübelschen Weinberg und der einst den Wettinern gehörenden Anlage Talstraße 62 noch gesteigert. 

Weinanbau wurde auf Cossebauder und Oberwarthaer Flur im gesamten Lotzebachtal und auf den Bergen nördlich davon betrieben. Als weitgehend authentische Bereiche haben sich davon die Hänge der Talstraße 60, 62 und 64/66 als relativ zusammenhängendes Gebiet und eine kleinere Anlage zwischen Weinbergstraße und Gnomstieg erhalten. Die Talstraßen 60, 62 und 64/66 erscheinen durch die überkommen und in Teilen wieder hergestellten Terrassierungen der Weinberge offener und unverbauter als der Rest des Tals und der umliegenden Berge. Sie prägen hier die Landschaft entscheidend mit und lassen sie dadurch auch ursprünglicher erscheinen (LfD/2014).